# مطار ميورقة
مطار ميورقة  (بالكتالونية: Aeroport de Palma de Mallorca)(بالإسبانية: Aeropuerto de Palma de Mallorca)(إياتا: PMI، إيكاو: LEPA) هو مطار دولي يقع على بعد 8 كم (5.0 ميل) شرق ميورقة، والمتاخم لقرية كان باستيلا. والمعروف أكثر باسم مطار سون سانت خوان دي أو مطار سون سانت خوان، ويعد ثالث أكبر مطار في إسبانيا، بعد مطار مدريد باراخاس الدولي ومطار برشلونة الدولي. وخلال أشهر الصيف يعتبر واحد من أكثر المطارات ازدحاما في أوروبا، وفي عام 2012 استخدمه نحو 22.7 مليون مسافر.

## شركات الطيران والوجهات

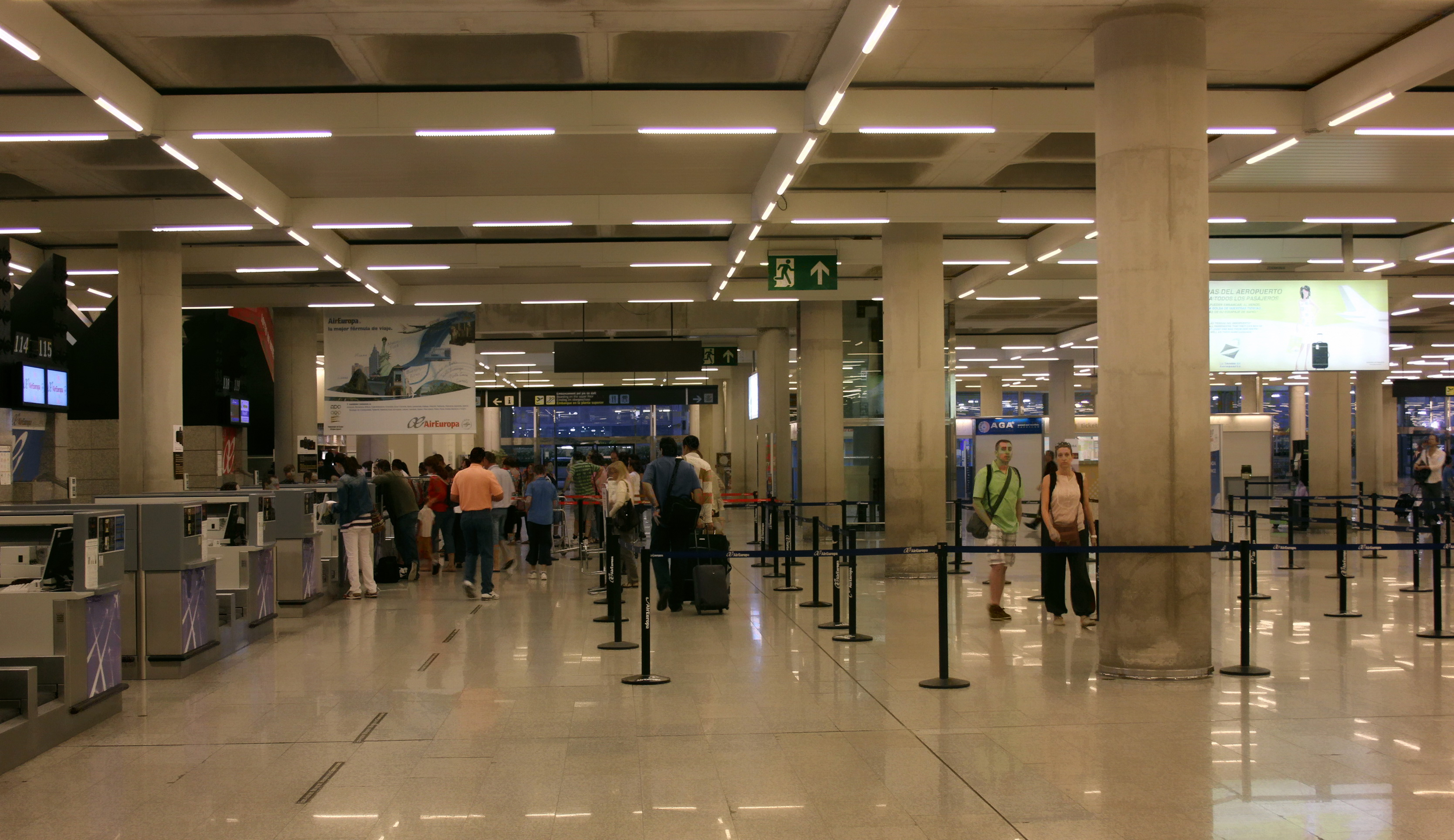
تسجيل الوصول لطيران Air Europa في مطار بالما دي مايوركا الدولي (Palma de Mallorca Airport)، إسبانيا.

### الركاب
| شركـات طيـران                   | الوجهات |
| ------------------------------- | --- |
| طيران إيجيان                    | موسمي: مطار أثينا الدولي |
| أير لينغس                       | موسمي: Cork، مطار دبلن الدولي |
| الخطوط الجوية الجزائرية         | مطار هواري بومدين الدولي |
| العربية للطيران                 | موسمي: مطار الناظور العروي، مطار طنجة ابن بطوطة الدولي (تبدأ في 23 يونيو 2023) |
| طيران أوروبا                    | مطار أليكانتي، مطار برشلونة الدولي، مطار بلباو، Granada، مطار إيبيزا، مطار مدريد باراخاس الدولي، مطار مالقة الدولي، Menorca، مطار باريس أورلي، مطار بلنسية موسمي: مطار إشبيلية |
| الخطوط الجوية الفرنسية          | موسمي: مطار باريس شارل ديغول |
| نوستروم إير                     | موسمي عارض: مطار أوريو أل سيريو، مطار بولونيا ، مطار براتيسلافا الدولي (تبدأ في 21 يونيو 2023)، مطار لشبونة، Paderborn/Lippstadt، مطار باريس شارل ديغول، مطار بورتو الدولي |
| طيران صربيا                     | موسمي: مطار نيكولا تسلا في بلغراد |
| طيران البلطيق                   | موسمي: مطار ريغا الدولي، مطار فيلنيوس |
| AlbaStar                        | موسمي عارض: مطار أوريو أل سيريو، مطار بولونيا، Derry، Friedrichshafen، Groningen، مطار إنفرنيس، مطار مالبينسا، مطار بن غوريون الدولي، مطار البندقية ماركو بولو، Verona |
| الخطوط الجوية الأطلسية          | موسمي: مطار فاغار |
| الخطوط الجوية النمساوية         | مطار فيينا الدولي |
| بينتر كنارياس                   | مطار غران كناريا، مطار تينيريفي الشمالي |
| Braathens Regional Airlines     | موسمي عارض: Aarhus، مطار كوبنهاغن، Kristiansand (تبدأ في 24 يونيو 2023)، Luleå، Skellefteå |
| الخطوط الجوية البريطانية        | مطار لندن سيتي، مطار غاتويك موسمي: مطار إدنبرة، مطار لندن هيثرو، Southampton موسمي عارض: مطار مدينة جورج بست بلفاست، جيرزي |
| خطوط بروكسل الجوية              | موسمي: مطار بروكسل الدولي |
| طيران بلغاريا                   | مطار صوفيا |
| Chair Airlines                  | مطار زيورخ الدولي |
| كوندور للطيران                  | مطار دوسلدورف الدولي، مطار فرانكفورت، مطار هامبورغ موسمي: Friedrichshafen، مطار لايبزيغ هاله، مطار ميونخ الدولي، مطار نورمبرغ، مطار شتوتغارت الدولي، مطار فيينا الدولي، مطار زيورخ الدولي |
| Corendon Airlines               | موسمي: مطار دوسلدورف الدولي، مطار هانوفر لانغنهاغن، مطار نورمبرغ |
| كوريندون هولاندا                | موسمي: مطار سخيبول أمستردام، Groningen |
| إيزي جيت                        | مطار بازل - ميلوز - فريبورغ الأوروبي، مطار برلين براندنبرغ، مطار بريستول، مطار جنيف الدولي، مطار ليفربول، مطار غاتويك، مطار لندن لوتن، مطار مانشستر، مطار مالبينسا موسمي: مطار سخيبول أمستردام، مطار بلفاست الدولي، مطار برمينغهام، مطار بوردو ميرينياك، مطار كوبنهاغن، مطار إدنبرة، مطار غلاسكو الدولي، مطار ليل، مطار لشبونة، London–Southend، مطار ليون سانت إكسوبيري، مطار نابولي، مطار نيوكاسل، مطار نيس كوت دازور، مطار باريس شارل ديغول، مطار بورتو الدولي، مطار تولوز بلانياك |
| إديلويس إير                     | مطار زيورخ الدولي |
| Enter Air                       | موسمي عارض: مطار كارلسروه/بادن-بادن |
| يورو وينجز                      | مطار برلين براندنبرغ، مطار كولونيا بون الدولي، مطار دورتموند، مطار دوسلدورف الدولي، مطار هامبورغ، مطار هانوفر لانغنهاغن، مطار لايبزيغ هاله، مطار ميونخ الدولي، Münster/Osnabrück، مطار نورمبرغ، مطار ستوكهولم أرلاندا، مطار شتوتغارت الدولي موسمي: مطار بازل - ميلوز - فريبورغ الأوروبي، مطار بريمن، Dresden، مطار غراتس، مطار كارلسروه/بادن-بادن، مطار لينتس، مطار ميمينجين، Paderborn/Lippstadt، مطار فاكلاف هافيل الدولي، Saarbrücken، مطار سالزبورغ، مطار زيورخ الدولي موسمي عارض: مطار اينسبوروك |
| Eurowings Discover              | مطار فرانكفورت موسمي: مطار ميونخ الدولي |
| فين إير                         | موسمي: مطار هلسنكي فانتا |
| Freebird Airlines ‏              | موسمي عارض: Paderborn/Lippstadt |
| GetJet Airlines                 | موسمي عارض: مطار فيلنيوس |
| Helvetic Airways                | موسمي: Bern، مطار زيورخ الدولي موسمي عارض: Sion |
| أيبيريا (شركة طيران)            | مطار إيبيزا، Lleida، Menorca، مطار بلنسية موسمي: Almería، مطار أليكانتي (تستأنف 22 يوليو 2023)، Badajoz، León، Logroño، مطار مليلية، مطار الناظور العروي، مطار نيس كوت دازور، Pamplona، Reus، مطار بلد الوليد، Vigo، Vitoria، مطار سرقسطة |
| Iberia Express                  | مطار مدريد باراخاس الدولي |
| إيتا (شركة طيران)               | موسمي: مطار ليناتي (تبدأ في 1 يوليو 2023)، مطار ليوناردو دا فينشي (تبدأ في 1 يوليو 2023) |
| Jettime                         | موسمي عارض: Billund، مطار كوبنهاغن، مطار مالمو، Norrköping، Örebro، Växjö (تبدأ في 8 يوليو 2023) |
| جيت تو دوت كوم                  | مطار برمينغهام، مطار مانشستر موسمي: مطار بلفاست الدولي، مطار بريستول، East Midlands ‏، مطار إدنبرة، مطار غلاسكو الدولي، Leeds/Bradford، مطار ليفربول (تبدأ في 29 مارس 2024)، مطار لندن ستانستد، مطار نيوكاسل |
| الخطوط الجوية الملكية الهولندية | موسمي: مطار سخيبول أمستردام |
| Leav Aviation                   | موسمي: مطار كولونيا بون الدولي |
| خطوط لوت الجوية البولندية       | موسمي عارض: مطار كاتوفيتشي (تبدأ في 14 يونيو 2023)، Poznań (تبدأ في 14 يونيو 2023)، مطار وارسو فريدريك شوبان |
| لوفتهانزا                       | مطار فرانكفورت، مطار ميونخ الدولي |
| لوكس إير                        | مطار لوكسمبورغ |
| Marabu                          | مطار ميونخ الدولي |
| نيوس (شركة طيران)               | موسمي: مطار أوريو أل سيريو، مطار بولونيا، مطار مالبينسا، مطار ليوناردو دا فينشي، Verona |
| آير شاتل النرويجية              | موسمي: Aalborg، مطار كوبنهاغن، مطار هلسنكي فانتا، مطار أوسلو-غاردرموين، مطار ستوكهولم أرلاندا موسمي عارض: Bergen، Luleå، مطار ستافانغر الدولي، مطار تروندهايم، فارنيس |
| People's                        | موسمي: St. Gallen/Altenrhein ‏ |
| بلاي (شركة طيران)               | موسمي: مطار كيفلافيك الدولي |
| رايان إير                       | مطار أليكانتي، مطار برشلونة الدولي، مطار بلفاست الدولي، مطار أوريو أل سيريو، مطار برلين براندنبرغ، مطار بولونيا، مطار بريمن، مطار بروكسل شارلروا الجنوب، مطار كولونيا بون الدولي، Cork، مطار دورتموند، مطار آيندهوفن، مطار فرانكفورت هان، مطار غران كناريا، مطار هامبورغ، مطار خيريز، مطار كارلسروه/بادن-بادن، مطار لندن ستانستد، مطار مدريد باراخاس الدولي، مطار مالقة الدولي، مطار مانشستر، مطار ميمينجين، مطار نابولي، مطار نورمبرغ، مطار بيزا الدولي، مطار ليوناردو دا فينشي، مطار ساندفيورد، تورب، Santiago de Compostela ‏، مطار إشبيلية، مطار تريفيزو، مطار بلنسية، مطار فيينا الدولي، Vitoria، مطار ويزي، مطار سرقسطة موسمي: Aarhus، مطار بوفيه - تيه، Billund، مطار برمينغهام، مطار بوردو ميرينياك، Bournemouth، مطار براتيسلافا الدولي، مطار بريستول، مطار بروكسل الدولي، مطار هنري كواندا الدولي، مطار بودابست فرانز ليست الدولي، Cagliari، مطار كوبنهاغن، Dresden، مطار دبلن الدولي، East Midlands ‏، مطار إدنبرة، مطار فاس سايس الدولي، Glasgow–Prestwick، Gothenburg، مطار كاوناس، مطار كلاغنفورت، Knock، مطار كراكوف، Leeds/Bradford، مطار ليفربول، مطار لوكسمبورغ، مطار مراكش المنارة الدولي (تبدأ في 4 يونيو 2023)، مطار مارسيليا، مطار مالبينسا، Münster/Osnabrück، مطار مرسية الدولي، مطار الناظور العروي، مطار نيوكاسل، Paderborn، مطار بورتو الدولي، Poznań، مطار فاكلاف هافيل الدولي، Shannon، مطار ستوكهولم أرلاندا، مطار صوفيا، Teesside، مطار تينيريفي الشمالي، مطار تولوز بلانياك، مطار بلد الوليد، Verona، مطار وارسو فريدريك شوبان، مطار وارسو مودلين، مطار فروتسواف |
| الخطوط الجوية الإسكندنافية      | مطار كوبنهاغن، مطار ستوكهولم أرلاندا موسمي: Aarhus، Bergen (تبدأ في 17 يونيو 2023)، Gothenburg، مطار أوسلو-غاردرموين موسمي عارض: Bodø (تبدأ في 20 يونيو 2023)، Haugesund (تبدأ في 23 يونيو 2023)، مطار ستافانغر الدولي (تبدأ في 20 يونيو 2023)، مطار تروندهايم، فارنيس (تبدأ في 23 يونيو 2023) |
| SmartLynx Airlines              | موسمي عارض: Münster/Osnabrück |
| خطوط ترافل سيرفس الجوية         | مطار فاكلاف هافيل الدولي موسمي: مطار براتيسلافا الدولي، Brno، Košice، Ostrava موسمي عارض: مطار وارسو فريدريك شوبان |
| Sunclass Airlines               | موسمي عارض: Aalborg، Ålesund (تبدأ في 27 يونيو 2023)، Bergen، Billund، Bornholm، مطار كوبنهاغن، Gothenburg، مطار هلسنكي فانتا، Jönköping، Kalmar، Karlstad، Kristiansand، مطار مالمو، Odense، Örebro، مطار أوسلو-غاردرموين، مطار ستافانغر الدولي، مطار ستوكهولم أرلاندا، مطار تروندهايم، فارنيس، Visby |
| Sundair                         | موسمي: مطار برلين براندنبرغ، مطار بريمن، Dresden، Kassel، Lübeck |
| الخطوط الجوية الدولية السويسرية | مطار جنيف الدولي، مطار زيورخ الدولي |
| تاب برتغال                      | موسمي: مطار لشبونة |
| ترانسافيا                       | مطار سخيبول أمستردام، مطار باريس أورلي موسمي: مطار آيندهوفن، مطار ليون سانت إكسوبيري، مطار نانت، مطار روتردام لاهاي |
| Travelcoup                      | موسمي: مطار ميونخ الدولي (تبدأ في 14 يوليو 2023)، مطار زيورخ الدولي (تبدأ في 18 يوليو 2023) |
| توي للطيران                     | موسمي: مطار أبردين، مطار بلفاست الدولي، مطار برمينغهام، Bournemouth، مطار بريستول، مطار كارديف الدولي، East Midlands ‏، مطار إدنبرة، مطار إكستر، مطار غلاسكو الدولي، Humberside، Leeds/Bradford، مطار غاتويك، مطار لندن لوتن، مطار لندن ستانستد، مطار مانشستر، مطار نيوكاسل، Norwich، Teesside موسمي عارض: Cork، مطار دبلن الدولي |
| توي فلاي بلجيكا                 | موسمي: مطار أنتويرب، مطار بروكسل الدولي، مطار لييج، مطار ليل، Ostend/Bruges |
| توي فلاي ألمانيا                | مطار دوسلدورف الدولي، مطار فرانكفورت، مطار هانوفر لانغنهاغن، مطار ميونخ الدولي، مطار شتوتغارت الدولي |
| أركي فلاي                       | موسمي: مطار سخيبول أمستردام، Groningen، مطار آيندهوفن |
| TUI fly Nordic                  | موسمي عارض: مطار ستوكهولم أرلاندا، Gothenborg-Landvetter |
| Uep Fly                         | مطار إيبيزا، Menorca |
| الخطوط الجوية المتحدة           | موسمي: مطار نيوآرك ليبرتي الدولي |
| فولوتيا                         | Asturias، مطار بلباو موسمي: مطار بوردو ميرينياك، مطار بريست، مطار دوفيل نورماندي، مطار ليل، مطار ليون سانت إكسوبيري، مطار مارسيليا، مطار نانت، مطار شلمنقة ‏، مطار سان سيباستيان، مطار ستراسبورغ، مطار تولوز بلانياك |
| خطوط فيولينغ الجوية             | مطار أليكانتي، Asturias، مطار برشلونة الدولي، مطار بلباو، مطار كوبنهاغن، Granada، مطار خيريز، مطار لشبونة، مطار مالقة الدولي، مطار ميونخ الدولي، مطار باريس أورلي، Santiago de Compostela ‏، مطار إشبيلية، مطار شتوتغارت الدولي، مطار تينيريفي الشمالي، مطار بلنسية، مطار سرقسطة، مطار زيورخ الدولي موسمي: مطار سخيبول أمستردام، Billund، مطار بوردو ميرينياك، مطار ليون سانت إكسوبيري، مطار مارسيليا، مطار نانت، مطار ليوناردو دا فينشي، مطار سانتاندير |
| Widerøe                         | موسمي: Bergen |
| ويز للطيران                     | مطار بودابست فرانز ليست الدولي، مطار كلوج نابوكا الدولي، مطار كاتوفيتشي، مطار لندن لوتن، مطار ليوناردو دا فينشي، مطار البندقية ماركو بولو، مطار وارسو فريدريك شوبان |

### الشحن
| شركـات طيـران | الوجهات                                                              |
| ------------- | -------------------------------------------------------------------- |
| سويفت إير     | مطار برشلونة الدولي، مطار إيبيزا، مطار مدريد باراخاس الدولي، Menorca |

## الإحصائيات

### عدد الركاب
شاهد source Wikidata query and sources.
|                         | الركاب     | الطائرات | الشحن (كيلو) |
| ----------------------- | ---------- | -------- | ------------ |
| 2000                    | 19,424,243 | 176,997  | 25,156,479   |
| 2001                    | 19,206,964 | 169,603  | 23,068,964   |
| 2002                    | 17,832,558 | 160,329  | 20,412,784   |
| 2003                    | 19,185,919 | 168,988  | 19,935,677   |
| 2004                    | 20,416,083 | 177,859  | 20,408,137   |
| 2005                    | 21,240,736 | 182,028  | 21,025,694   |
| 2006                    | 22,408,427 | 190,304  | 22,443,596   |
| 2007                    | 23,228,879 | 197,384  | 22,833,556   |
| 2008                    | 22,832,857 | 193,379  | 21,395,791   |
| 2009                    | 21,203,041 | 177,502  | 17,086,478   |
| 2010                    | 21,117,417 | 174,635  | 17,292,240   |
| 2011                    | 22,726,707 | 180,152  | 15,777,101   |
| 2012                    | 22,666,858 | 173,966  | 13,712,034   |
| 2013                    | 22,768,032 | 170,140  | 12,236,854   |
| 2014                    | 23,115,622 | 172,630  | 11,462,907   |
| 2015                    | 23,745,023 | 178,254  | 11,373,639   |
| 2016                    | 26,254,110 | 197,640  | 10,452,860   |
| 2017                    | 27,950,655 | 208,787  | 10,191,236   |
| 2018                    | 29,081,787 | 220,329  | 10,018,045   |
| 2019                    | 29,721,123 | 217,218  | 9,021,606    |
| 2020                    | 6,108,486  | 76,851   | 6,732,880    |
| 2021                    | 14.496.857 | 141.189  | 6.754.791    |
| 2022                    | 28.573.364 | 220.690  | 7.592.108    |
| Source: إنير Statistics |            |          |              |

### الوجهات المزدحمة
| الرتبة       | الوجهات                 | الركاب    | التغير 2021 / 22 |
| ------------ | ----------------------- | --------- | ---------------- |
| 1            | مطار دوسلدورف الدولي    | 1,290,777 | ▲ 85%            |
| 2            | مطار كولونيا بون الدولي | 927,416   | ▲ 84%            |
| 3            | مطار فرانكفورت          | 913,336   | ▲ 41%            |
| 4            | مطار هامبورغ            | 812,586   | ▲ 70%            |
| 5            | مطار برلين براندنبرغ    | 795,108   | ▲ 54%            |
| 6            | مطار مانشستر            | 720,734   | ▲ 230%           |
| 7            | مطار ميونخ الدولي       | 637,068   | ▲ 65%            |
| 8            | مطار غاتويك             | 627,567   | ▲ 312%           |
| 9            | مطار زيورخ الدولي       | 576,355   | ▲ 59%            |
| 10           | مطار شتوتغارت الدولي    | 557,025   | ▲ 72%            |
| 11           | مطار فيينا الدولي       | 530,352   | ▲ 131%           |
| 12           | مطار نورمبرغ            | 476,571   | ▲ 210%           |
| 13           | مطار هانوفر لانغنهاغن   | 390,392   | ▲ 42%            |
| 14           | مطار لندن ستانستد       | 388,899   | ▲ 193%           |
| 15           | مطار برمينغهام          | 363,739   | ▲ 346%           |
| 16           | مطار كوبنهاغن           | 360,429   | ▲ 60%            |
| 17           | مطار باريس أورلي        | 354,176   | ▲ 60%            |
| 18           | مطار بريستول            | 348,700   | ▲ 239%           |
| 19           | مطار سخيبول أمستردام    | 332,381   | ▲ 35%            |
| 20           | مطار ستوكهولم أرلاندا   | 307,062   | ▲ 99%            |
| Source: إنير |                         |           |                  |

| الرتبة       | الوجهات                   | الركاب    | التغير 2021 / 22 |
| ------------ | ------------------------- | --------- | ---------------- |
| 1            | مطار برشلونة الدولي       | 2,034,567 | ▲ 66%            |
| 2            | مطار مدريد باراخاس الدولي | 1,877,137 | ▲ 64%            |
| 3            | مطار بلنسية               | 641,858   | ▲ 86%            |
| 4            | مطار إيبيزا               | 526,374   | ▲ 33%            |
| 5            | مطار إشبيلية              | 431,939   | ▲ 75%            |
| 6            | مطار أليكانتي             | 388,069   | ▲ 94%            |
| 7            | Menorca                   | 358,383   | ▲ 27%            |
| 8            | مطار مالقة الدولي         | 330,261   | ▲ 77%            |
| 9            | مطار بلباو                | 281,586   | ▲ 58%            |
| 10           | Santiago de Compostela ‏   | 191,653   | ▲ 87%            |
| 11           | Granada                   | 170,767   | ▲ 61%            |
| 12           | مطار سرقسطة               | 107,732   | ▲ 103%           |
| 13           | Asturias                  | 100,414   | ▲ 35%            |
| 14           | مطار خيريز                | 81,815    | ▲ 85%            |
| 15           | مطار غران كناريا          | 68,852    | ▲ 53%            |
| 16           | مطار تينيريفي الشمالي     | 57,436    | ▲ 70%            |
| 17           | مطار سانتاندير            | 47,733    | ▲ 88%            |
| 18           | Vitoria                   | 37,352    | ▲ 80%            |
| 19           | مطار بلد الوليد           | 35,045    | ▲ 120%           |
| 20           | مطار مرسية الدولي         | 23,143    | ▲ 146%           |
| Source: إنير |                           |           |                  |